# EXID
EXID(이엑스아이디)는 대한민국의 5인조 걸그룹이다. EXID는 EXceed In Dreaming의 줄임말이다. 2012년 2월 14일 쇼케이스로 사전 프로모션을 진행 하였으며, 본격적인 활동일은 2월 16일 《엠카운트다운》이다. 데뷔 당시 6인조였으나 2012년 4월 30일에 다미, 유지, 해령이 탈퇴, 같은 해 8월 새 멤버 솔지, 혜린을 영입 하여 5인조로 재정비 하였다. 2014년 소속사를 AB 엔터테인먼트/벤자민엔터테인먼트에서 예당 엔터테인먼트(현 바나나컬쳐 엔터테인먼트)로 옮겼다.

## 역사

### 초기 활동
EXID라는 그룹명은 "꿈을 넘어서라"("Ex"ceed "I"n "D"reaming)라는 뜻으로 신사동호랭이가 지었다. 본래 EXID의 한글 명칭은 영문 약자를 그대로 읽은 "엑시드"였으나, 소속사 측에서는 발음이 세고 마약의 일종인 엑스터시(Ecstasy, 메틸렌디옥시메스암페타민)와의 혼동 가능성을 이유로 데뷔 직후에 이엑스아이디로 바꿨다.
EXID에서 제일 먼저 멤버로 합류한 하니는 본래 효린, 송지은, 유지와 함께 JYP 엔터테인먼트에서 팀을 이뤄 데뷔를 준비하고 있었지만, 제일 먼저 제명되고 나서 중국으로 유학을 갔다. 하지만 곧 한국으로 돌아와 다시 가수 데뷔를 준비하게 되고, 신사동호랭이를 만나 EXID 첫 번째 멤버로 결정되었다. 이후 하니가 LE를 제외한 나머지 4명의 멤버를 직접 연락해 섭외했다. LE는 언더그라운드에서 지기펠라즈라는 힙합 크루에서 활동하고 있었는데, 언터처블 뮤직비디오에 출연한 LE를 인상깊게 본 신사동호랭이가 걸 그룹을 같이 해보자고 직접 제안해왔다. 이렇게 6인조 체제로 2012년 2월 16일 데뷔 싱글 〈Holla〉를 발매하며 가요계에 데뷔한다.
데뷔 싱글 활동을 끝낸 후 4월 멤버 유지와 다미가 학업 문제로, 해령은 배우로 활동을 하기 위해 탈퇴한다고 발표했다. 그리고 솔지, 혜린이 새로운 멤버로 자리를 대신했다. 솔지는 EXID 소속사의 보컬 트레이너로 일하고 있었는데, 신사동호랭이의 제안으로 합류했고, 혜린은 오디션을 통해 합류했다. 멤버가 대거 교체 된 뒤, 2012년 8월 13일 첫 번째 미니 앨범 《HIPPITY HOP》를 발매하고 타이틀곡 〈I Feel Good〉으로 활동했으나 큰 반응을 이끌어내지 못한채 활동을 마무리했다. 같은 해 10월 2일 싱글 〈매일밤〉을 발매했다. 2013년 2월 8일에는 드라마 《돈의 화신》의 OST 〈Up & Down〉을 불렀다.

### 2014~2016: 전성기

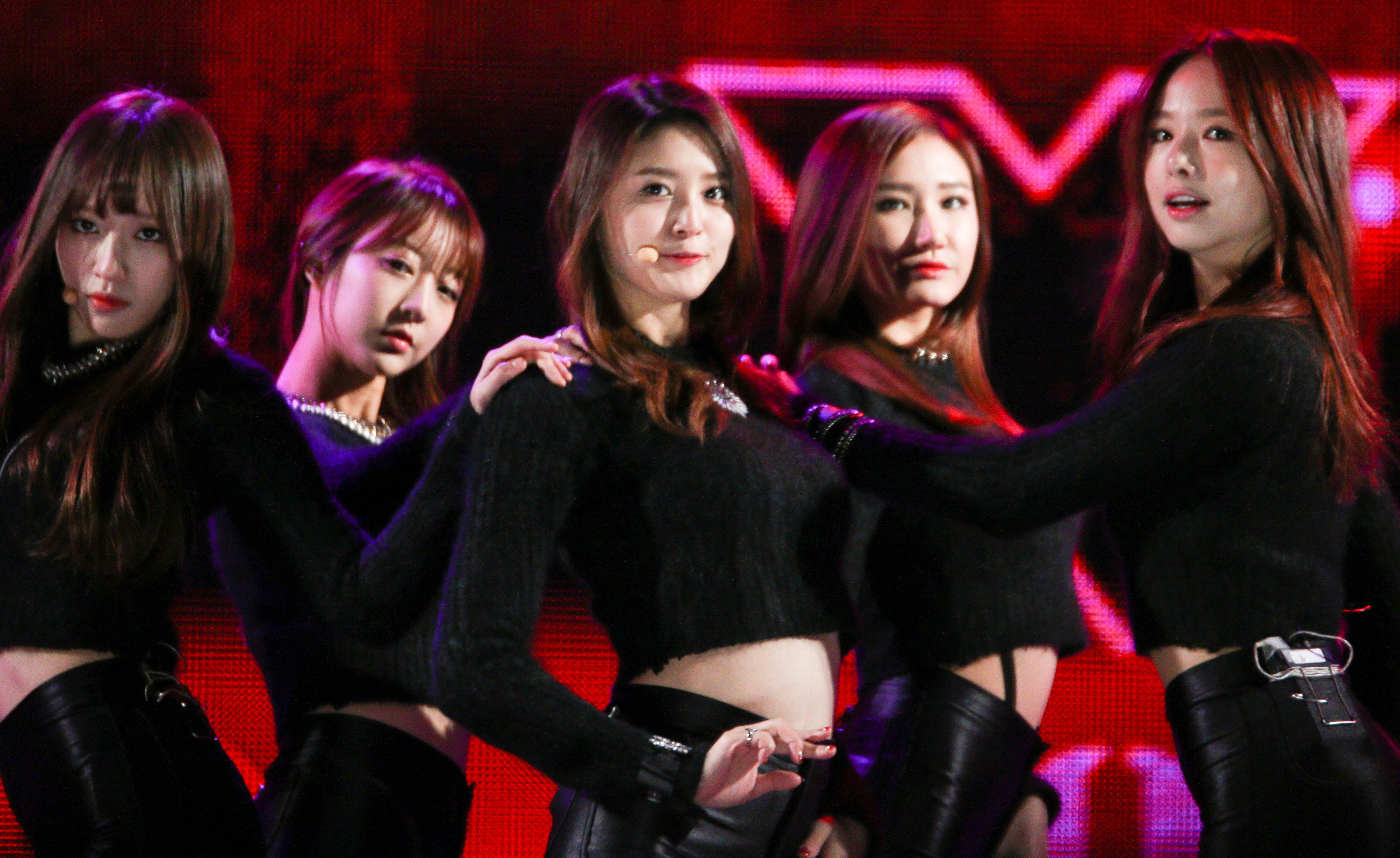
2014년 12월 11일 코엑스 야외무대에서 EXID

2014년 8월 27일 세 번째 싱글 〈위아래〉를 발매하며 큰 성과를 얻게된다. 발매 당시 3~4일만에 대부분의 차트에서 차트아웃되면서 실망스런 성적을 거두었다. 그러나 10월 9일, 한 유튜브 계정에서 "위아래"를 공연하는 멤버 하니의 직캠을 찍어 동영상을 업로드 하였는데, 이로 인해 화제가 되어 "위아래"가 차트에 다시 올라왔다. 본래 50위권 이하에서만 맴돌던 EXID의 음원은 11월 28일 엠넷차트에서 1위를 했고, 멜론 2위, 벅스 5위 등 엄청난 성적을 거두게 되었고, 12월 24일 멜론차트에서 1위를 했다. 그 인기에 힘입어 EXID는 12월 5일 뮤직뱅크에서 다시 컴백을 했고, 12월 26일에는 뮤직뱅크에서 1위 후보에 처음 오르게 된다. 2015년 1월 8일 케이블채널 엠넷 음악 방송 엠카운트다운에서 데뷔 후 첫 1위를 하게 되었고, 1월 9일 KBS 뮤직뱅크에서 K-Chart 1위를 수상, 지상파 첫 1위라는 명예를 얻었다.
2015년 4월 13일 EXID는 두번째 미니맬범 AH YEAH를 발표하였고, 2015년 11월 18일에는 네 번째 싱글 <HOT PINK>를 발매했다. 이후 EXID 측은 2016년 1월 6일 중화인민공화국의 소속사인 프로젝트바나나와 업무 협약을 맺었다 밝혔고, 현재 중국 활동을 기획하는 중이다.
2016년 6월 1일 첫번째 정규 앨범 《STREET》을 발표하고 대표곡은 연인과의 헤어짐을 담은 <L.I.E>이다. 멜로디가 되게 인상적이고 중간 간주 부분에는 꼭꼭 숨어라 동요의 멜로디가 숨어있다.

### 2017~2020: 개인 활동
갑상선 항진증 치료로 활동을 중단으로 솔지를 제외한 4명의 멤버로 2017년 4월 10일 세번째 미니 앨범 《Eclipse》을 발매하였다.
2017년 11월 7일 4번째 미니 앨범 《Full Moon》을 발매되었다. 솔지도 녹음에는 참여하였지만, 아쉽게도 음방 활동은 무산되었다.
2018년 4월 2일 2번째 싱글 앨범 《내일해》을 발매하고 컴백 하였다. 솔지는 수술한 지 얼마 되지 않아서 이번 활동 역시 무산되었다.
2018년 8월 22일 솔지가 1년 8개월 만에 복귀 및 《UP&DOWN》로 일본 데뷔와 함께 완전체 활동 재개를 하기 시작했다.
2018년 11월 21일 3번째 싱글 앨범 《알러뷰》을 발매하고 컴백 하였다. 솔지와 함께 컴백했다.
2019년 4월 3일 《TROUBLE》로 일본에서 첫 정규 앨범으로 컴백하였다.
2019년 5월 15일 미니앨범 《WE》로 컴백했으며, 이번 활동을 끝으로 멤버 하니와 정화가 바나나컬쳐 엔터테인먼트와 계약 만료 후 결별했다. 하지만 일본에서는 계약이 1년 남아있어 계속 활동할 예정이다. 하니는 써브라임아티스트에이전시로, 정화는 제이와이드로 각각 이적했다.
2020년 1월 8일 일본에서 2번째 싱글 앨범 《Bad Girl For You》으로 컴백하였다.
2020년 1월 16일에는 혜린이 바나나컬쳐 엔터테인먼트와 계약을 해지했다.
2020년 2월 5일에는 솔지가 바나나컬쳐 엔터테인먼트와 계약을 해지했다.
2020년 3월 25일에는 LE가 바나나컬쳐 엔터테인먼트와 계약을 해지했다.

### 2022: 데뷔 10주년 앨범
2022년 9월 29일 데뷔 10주년 싱글 앨범 《X》을 발매하고 컴백 한다. 음방 활동은 하지 않고 팬콘과 라디오 스케줄만 하였다.

## 구성원
| 이름 | 소개 |
| ---- | --- |
| 솔지 | - 이름 : 허솔지 (許率智) - 생년월일 : 1989년 1월 10일(36세) - 출생지 : 대한민국 경기도 성남시 - 학력 : 동아방송예술대학교 영상음악과 - 포지션 : 리더, 메인보컬 - 유닛그룹 : 다소니 - 특이사항 : 여성듀오 2NB 전 멤버 - 활동기간 : 2012년 8월 ~ |
| LE   | - 본명 : 안효진 (安孝珍) - 생년월일 : 1991년 12월 10일(33세) - 출생지 : 대한민국 충청남도 천안시 - 학력 : 천안여자고등학교 (졸업) - 포지션 : 메인래퍼, 리드댄서 - 활동기간 : 2012년 2월 ~ - 특이사항 : 그룹 지기 펠라즈 전 멤버                |
| 하니 | - 본명 : 안희연 (安喜延) - 생년월일 : 1992년 5월 1일(33세) - 출생지 : 대한민국 서울특별시 강남구 - 학력 : 글로벌사이버대학교 방송연예학과 - 포지션 : 리드보컬, 리드댄서 - 유닛그룹 : 다소니 - 활동기간 : 2012년 2월 ~                          |
| 혜린 | - 이름 : 서혜린 (徐慧潾) - 생년월일 : 1993년 8월 23일(31세) - 출생지 : 대한민국 광주광역시 - 학력 : 동덕여자대학교 - 포지션 : 리드보컬 - 활동기간 : 2012년 8월 ~                                                                               |
| 정화 | - 이름 : 박정화 (朴正花) - 생년월일 : 1995년 5월 8일(30세) - 출생지 : 대한민국 경기도 안양시 동안구 - 학력 : 글로벌사이버대학교 방송연예학과 - 포지션 : 리드래퍼, 서브보컬, 메인댄서 - 활동기간 : 2012년 2월 ~                                 |

### 이전 구성원
| 이름 | 소개 |
| ---- | --- |
| 다미 | - 본명 : 강혜연 (姜蕙姸) - 생년월일 : 1990년 12월 8일(34세) - 출생지 : 대한민국 인천광역시 - 활동기간 : 2012년 2월 ~ 2012년 4월  |
| 유지 | - 이름 : 정유지 (鄭有智) - 생년월일 : 1991년 1월 2일(34세) - 출생지 : 대한민국 서울특별시 - 활동기간: 2012년 2월 ~ 2012년 4월    |
| 해령 | - 이름 : 나해령 (羅海嶺) - 생년월일 : 1994년 11월 11일(30세) - 출생지 : 대한민국 서울특별시 - 활동기간 : 2012년 2월 ~ 2012년 4월 |

### 멤버 변천사
| 멤버 | 2012년 | 2012년 | 2012년 | 2013년 ~ 2015년 | 2016년 | 2017년 | 2018년 | 2018년 | 현재 |
| 멤버 | 2월    | 4월    | 8월    | 2013년 ~ 2015년 | 12월   | 4월    | 4월    | 8월    | 현재 |
| ---- | ------ | ------ | ------ | --------------- | ------ | ------ | ------ | ------ | ---- |
| 다미 |        |        |        |                 |        |        |        |        |      |
| 유지 |        |        |        |                 |        |        |        |        |      |
| 해령 |        |        |        |                 |        |        |        |        |      |
| LE   |        |        |        |                 |        |        |        |        |      |
| 하니 |        |        |        |                 |        |        |        |        |      |
| 정화 |        |        |        |                 |        |        |        |        |      |
| 혜린 |        |        |        |                 |        |        |        |        |      |
| 솔지 |        |        |        |                 |        |        |        |        |      |

## 음반 외 활동

### 텔레비전 프로그램

#### 게스트
| 연도 | 방송사       | 제목                                          | 출연             | 기간                  |
| ---- | ------------ | --------------------------------------------- | ---------------- | --------------------- |
| 2012 | tvN          | 《스타특강쇼》                                | EXID             | 9월 9일               |
| 2012 | 손바닥tv     | 《김엔젤라의 엔젤스》                         | EXID             | 9월 21일 ~ 9월 28일   |
| 2012 | 손바닥tv     | 《K-POP TV EXID》                             | EXID             | 10월 5일              |
| 2012 | KBS1         | 《사랑의 리퀘스트》                           | EXID             | 10월 6일              |
| 2012 | KBS          | 《유희열의 스케치북 》                        | EXID             | 11월 10일             |
| 2012 | KBS2         | 《비타민》                                    | 하니, 정화       | 11월 14일             |
| 2013 | Mnet         | 《Show Me The Money 2》                       | LE               | 7월 6일               |
| 2014 | KBS2         | 《출발드림팀 시즌 2》                         | 하니             | 3월 16일              |
| 2014 | SBS MTV      | 《현아의 FREE MONTH》                         | LE               | 8월 4일 ~ 8월 11일    |
| 2014 | KBS1         | 《콘서트필》                                  | EXID             | 8월 5일               |
| 2014 | ETN          | 《연예스테이션》                              | EXID             | 8월 29일              |
| 2014 | MBC 뮤직     | 《아이돌 스쿨》                               | EXID             | 11월 4일 ~ 11월 11일  |
| 2014 | tvN          | 《언제나 칸타레》                             | EXID             | 12월 5일              |
| 2014 | tvN          | 《언제나 칸타레》                             | 하니, 혜린       | 12월 12일 ~ 12월 26일 |
| 2014 | KBS2         | 《위기탈출 넘버원》                           | 하니             | 12월 22일             |
| 2014 | MBC 에브리원 | 《주간 아이돌》                               | EXID             | 12월 24일             |
| 2014 | KBS2         | 《개그콘서트》                                | EXID             | 12월 28일             |
| 2014 | KBS2         | 《위기탈출 넘버원》                           | 혜린, 정화       | 12월 22일             |
| 2015 | MBC          | 《시사매거진 2580》                           | EXID             | 1월 4일               |
| 2015 | KBS2         | 《대국민 토크쇼 안녕하세요》                  | 하니, 정화       | 1월 12일              |
| 2015 | KBS2         | 《1대100》                                    | 솔지, 정화       | 1월 13일              |
| 2015 | KBS2         | 《불후의 명곡 - 전설을 노래하다》             | EXID             | 1월 17일              |
| 2015 | KBS2         | 《출발드림팀 시즌 2》                         | 하니             | 1월 18일 ~ 1월 25일   |
| 2015 | XTM          | 《탑 기어 코리아》                            | 솔지, 하니, 정화 | 1월 18일              |
| 2015 | JTBC         | 《백인백곡 끝까지 간다》                      | 솔지, 하니       | 1월 20일 ~ 1월 27일   |
| 2015 | SBS          | 《놀라운 대회 스타킹》                        | 솔지, 정화       | 1월 24일              |
| 2015 | KBS2         | 《해피투게더》                                | 하니             | 1월 29일              |
| 2015 | Mnet         | 《야만TV》                                    | 하니             | 2월 2일               |
| 2015 | Mnet         | 《문희준의 순결한15+》                        | 솔지, 하니       | 2월 4일               |
| 2015 | SBS          | 《한밤의 TV연예》                             | EXID             | 2월 4일               |
| 2015 | SBS          | 《에코빌리지 즐거운 家!》                     | 하니, 정화       | 2월 11일              |
| 2015 | KBS2         | 《위기탈출 넘버원》                           | LE, 혜린, 정화   | 2월 16일              |
| 2015 | MBC          | 《미스터리 음악쇼 복면가왕》                  | 솔지             | 2월 16일              |
| 2015 | MBC          | 《아이돌스타 육상 농구 풋살 양궁 선수권대회》 | EXID             | 2월 19일 ~ 2월 20일   |
| 2015 | tvN          | 《SNL 코리아》                                | EXID             | 2월 21일              |
| 2015 | KBS2         | 《비타민》                                    | 하니             | 2월 25일              |
| 2015 | MBC 에브리원 | 《신동엽과 총각파티》                         | EXID             | 2월 26일              |
| 2015 | KBS2         | 《비타민》                                    | 하니             | 2월 25일              |
| 2015 | Mnet         | 《야만TV》                                    | 하니, 정화       | 3월 2일               |
| 2015 | SBS          | 《런닝맨》                                    | 하니             | 3월 8일               |
| 2015 | MBC 에브리원 | 《천생연분 리턴즈》                           | 정화             | 3월 10일 ~ 3월 24일   |
| 2015 | KBS2         | 《우리동네 예체능》                           | EXID             | 3월 10일              |
| 2015 | JTBC         | 《나홀로 연애중》                             | 하니             | 3월 14일 ~ 3월 21일   |
| 2015 | JTBC         | 《학교 다녀오겠습니다》                       | 하니             | 3월 17일 ~ 4월 7일    |
| 2015 | KBS2]        | 《1 대 100》                                  | LE, 하니, 혜린   | 3월 17일              |
| 2015 | MBC]         | 《애니멀즈》                                  | 하니             | 3월 22일 ~ 3월 29일   |
| 2015 | MBC]         | 《세상을 바꾸는 퀴즈》                        | 솔지, 정화       | 3월 28일              |
| 2015 | SBS]         | 《놀라운 대회 스타킹》                        | 솔지, 정화       | 3월 28일              |
| 2015 | MBC          | 《섹션TV 연예통신》                           | 하니             | 4월 5일               |
| 2015 | MBC          | 《미스터리 음악쇼 복면가왕》                  | 솔지, 하니       | 4월 5일               |
| 2015 | MBC 에브리원 | 《천생연분 리턴즈》                           | 하니             | 4월 9일 ~ 4월 16일    |
| 2015 | MBC          | 《미스터리 음악쇼 복면가왕》                  | 하니             | 4월 12일              |
| 2015 | KBS2         | 《개그콘서트》                                | 하니             | 4월 12일              |

#### 드라마
| 연도 | 방송사     | 제목                    | 출연 | 역할           | 참고 |
| ---- | ---------- | ----------------------- | ---- | -------------- | ---- |
| 2012 | tvN        | 《일년에 열두남자》     | EXID | 걸그룹         | 8회  |
| 2015 | KBS2       | 《프로듀사》            | 하니 | 하니           | 3회  |
| 2015 | MBC EVERY1 | 《웹툰히어로 툰드라쇼》 | 정화 | 육아영         |      |
| 2017 | 네이버 TV  | 《마스크》              | 정화 | 이채리, 애니타 |      |

#### 리얼 버라이어티 프로그램
| 연도        | 방송사     | 제목                   | 출연 | 참고   |
| ----------- | ---------- | ---------------------- | ---- | ------ |
| 2012 ~ 2013 | 유튜브     | 《ButBut TV Season 1》 | EXID | 17부작 |
| 2013 ~ 2014 | 유튜브     | 《ButBut TV Season 2》 | EXID | 2부작  |
| 2014        | 유튜브     | 《ButBut TV Season 3》 | EXID | 8부작  |
| 2015        | 유튜브     | 《ButBut TV Season 4》 | EXID | 8부작  |
| 2015        | MBC EVERY1 | 《EXID의 쇼타임》      | EXID | 8부작  |
| 2016        | 유튜브     | 《ButBut TV Season 5》 | EXID | 7부작  |

#### 호스트
| 연도 | 방송사     | 제목                     | 출연 | 참고                    |
| ---- | ---------- | ------------------------ | ---- | ----------------------- |
| 2016 | SBS MTV    | 《백종원의 푸드트럭》    | 하니 | 22회 ~ 26회 31회 ~ 51회 |
| 2016 | MBC Every1 | 《주간 아이돌》          | 하니 | 245회 ~ 270회           |
| 2017 | O'Live     | 《어느날 갑자기 백만원》 | 하니 | 1회 ~                   |
| 2017 | SBS MTV    | 《더 쇼》                | 정화 | 112회 ~ 125회           |

#### 고정 출연
| 연도      | 방송사 | 제목                         | 출연 | 참고          |
| --------- | ------ | ---------------------------- | ---- | ------------- |
| 2015      | JTBC   | 《크라임씬》                 | 하니 | 1회 ~ 13회    |
| 2015      | KBS2   | 《어 스타일 포 유》          | 하니 | 1회 ~ 12회    |
| 2016      | JTBC   | 《이달의 행사왕》            | 혜린 | 1회 ~ 2회     |
| 2016      | JTBC   | 《힙합의 민족 2》            | LE   | 1회 ~ 14회    |
| 2017      | tvN    | 《편의점을 털어라》          | 혜린 | 1회 ~ 10회    |
| 2018-2019 | MBC    | 《미스터리 음악쇼 복면가왕》 | 솔지 | 179회 ~ 200회 |

### 광고
- 2014년 프링클
- 2015년 아키클래식
- 2015년 LG유플러스
- 2015년 서든어택
- 2015년 미즈노
- 2015년 티바두마리치킨
- 2015년 바이오싸인 (블랙박스)
- 2015년 티쏘
- 2015년~2017년 키스미
- 2015년~2016년 경주월드
- 2015년 구구콘
- 2015년 펩시
- 2015년 왕뚜껑 - 솔지, 하니
- 2015년 클래시오브킹즈 - 하니
- 2015년 폴스부띠끄 - 하니
- 2015년 잠뱅이 - 하니
- 2015년 Lenovo - 하니
- 2015년~2018년 오렌즈 - 하니
- 2015년 클래쉬 오브 킹즈 - 하니
- 2016년 오레오 씬즈 - 하니
- 2016년~2017년 스페셜솔져
- 2016년 체리코코 - 솔지
- 2017년 KFC - 하니
- 2017년 퓨즈티 - 하니(대만)
- 2017년 호텔스컴바인 - 하니
- 2017년 굽네치킨 갈비천왕 - 하니
- 2017년~2019년 LOCHAS - 하니
- 2018년 kate - 하니
- 2018년 테이스티사가 - 하니
- 2018년 네일스네일
- 2019년 NH농협그룹 - 하니
- 2019년 미에로화이바 - 하니